# Mauresque (cocktail)
Pour l’article homonyme, voir Mauresque.
 (juin 2015).
Si vous disposez d'ouvrages ou d'articles de référence ou si vous connaissez des sites web de qualité traitant du thème abordé ici, merci de compléter l'article en donnant les références utiles à sa vérifiabilité et en les liant à la section « Notes et références ».

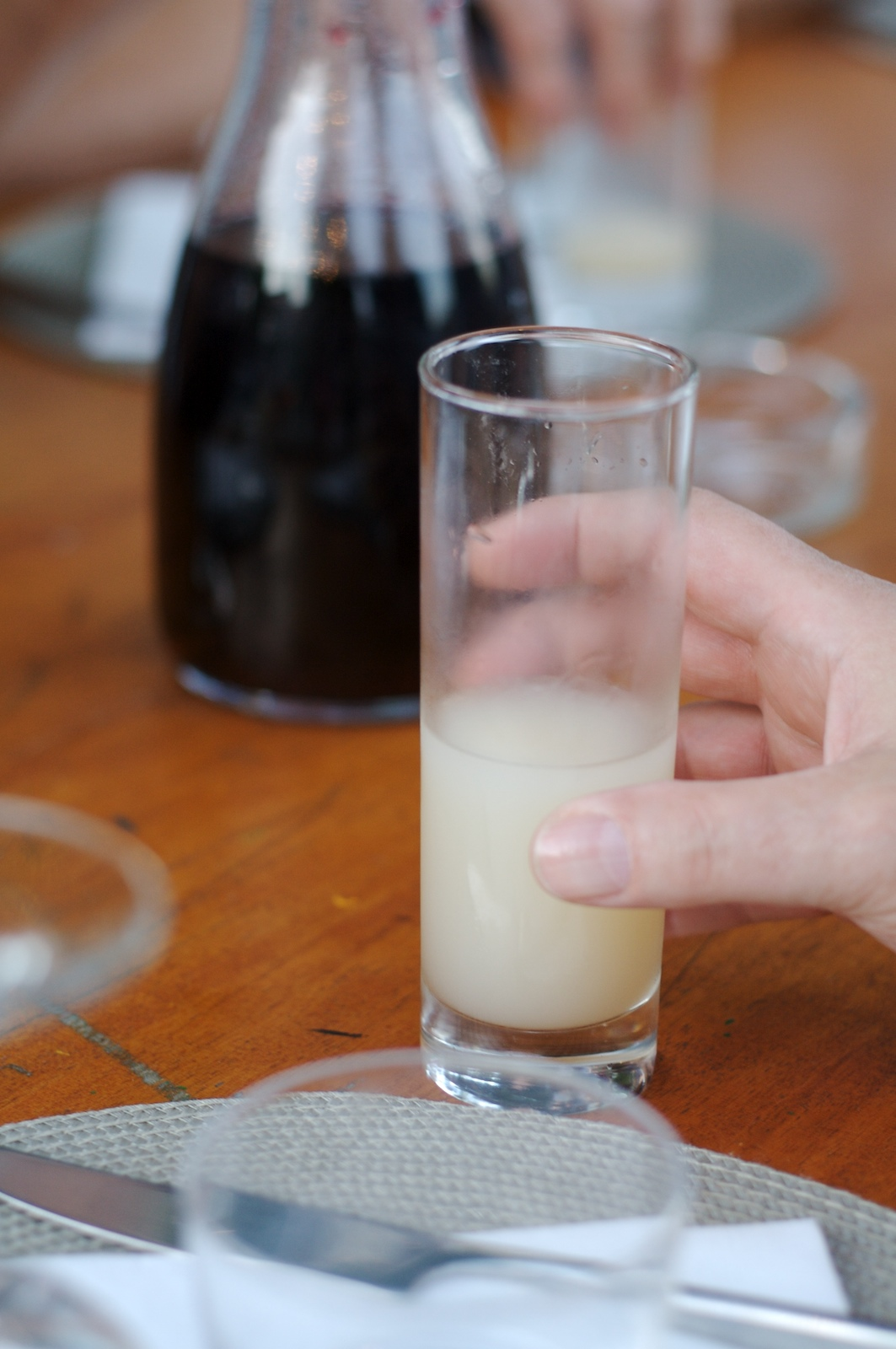
Mauresque.

La mauresque (Mauresca en provençal) ou EPO pour (Eau, Pastis, Orgeat), son surnom pour sa composition de base, est un cocktail courant dans le sud de la France.

## Histoire
Ce cocktail classique est très populaire dans le sud de la France où le pastis remplace aujourd'hui l'absinthe. Il fut créé à l'origine par les soldats français servant dans le bataillon d'Afrique au cours de la campagne d'Algérie des années 1830 et 1840[réf. nécessaire]. Ce bataillon portait également le nom de « Bureau arabe », en référence au bureau militaire chargé des affaires locales, dont on disait qu'il agissait « comme une main de fer dans un gant de velours ».
Son nom pourrait venir, par analogie de couleur, des mauresques qui étaient habillées de blanc.
Étymologie probable : voir Maure.